# Championnat de France masculin de handball 1952-1953
Navigation
Saison 1953-1954
Le championnat de France 1952-1953 ou Challenge Robert Huguet est la première édition du Championnat de France masculin de handball disputé à sept joueurs. Jusqu'alors, c'est dans sa version à 11 joueurs sur un terrain de football qui prévaut et donne lieu à un championnat de France. Mais faute de fonds suffisants, la Fédération française de handball, le grand tournoi national de jeu à sept remplace la compétition nationale de jeu à onze qui n'est pas disputée cette saison-là.
Demi-surprise en finale où la Villemomble Sports s'est révélée la meilleure équipe aux dépens de l'ASP Police, privée de Robart. Une révélation : le FC Sochaux merveilleuse et solide formation, digne des deux finalistes.

## Modalités

### Déroulement de la compétition
La compétition se déroule en quatre phases.
Pour le premier tour régional, chaque ligue organise un Championnat régional à sept groupant au minimum quatre clubs. Les deux meilleurs clubs de chaque ligue sont qualifiés pour le tour inter-régional.
Pour le deuxième tour inter-régional, chaque poule regroupe 2 clubs d'une ligue et 2 clubs d'une autre ligue. Le vainqueur de chaque poule est qualifié pour le tournoi national. Les poules inter-régionales sont : Flandres et Picardie, Normandie et Anjou, Bretagne et Atlantique, Guyenne et Poitou, Lorraine et Alsace, Franche-Comté et Bourgogne, Lyonnais et Provence.
Le huitième club est désigné d'office, c'est le vainqueur du Championnat régional à sept ayant groupé le plus grand nombre d'engagés.
Remarque : si une ligue régionale n'a pas été en mesure de réunir quatre clubs lors du premier tour régional, le tournoi inter-régional est annulé et c'est le vainqueur de la compétition de la ligue opposée qui est qualifié pour le tournoi national.
La troisième phase nationale est un tournoi disputé sur un week-end en région parisienne,. Les huit équipes provinciales qualifiées rencontrent les huit équipes parisiennes en quatre poules de quatre clubs. Ces 16 clubs se rencontrent au Gymnase Japy et au Stade Pierre-de-Coubertin en quatre tournois disputés le samedi 28 février. Le vainqueur de chacun de ces tournois est qualifié pour les demi-finales qui se déroulent le dimanche 1er mars 1953 au Stade Pierre-de-Coubertin.
La phase à élimination directe débute au stade des demi-finales. Le tirage au sort des demi-finales a lieu le dimanche matin au siège de la Fédération française de handball, rue de Londres

### Organisation
129 clubs se sont engagés à participer à la compétition, mais certains ont peut-être déclaré forfait. 
Les matchs (au moins la finale) sont joués en deux mi-temps de 15 minutes.
Concernant les déplacements, les clubs provinciaux ne sont indemnisés que pour un déplacement ferroviaire de 3 076 kilomètres, ce qui ne respecte pas la norme sportive. De même, les huit équipes provinciales qui participent au tournoi national sont limitées à un remboursement de 385 kilomètres, même si la Fédération française de handball espère que le succès de ce tournoi permettra de trouver un supplément pour boucher ou colmater leur déficit.

## Résultats

### Tour régional
La composition des poules des championnats régionaux n'est pas connue.

### Tour inter-régional
Sept tournois inter régionaux ont eu lieu le 15 février. La composition et les résultats de ces tournois ne sont pas connus, mais les vainqueurs sont :
- Alsace et Lorraine : AS Strasbourg ;
- Flandres et Picardie : Carabiniers de Billy-Montigny ;
- Lyonnais : HBC Caladois ;
- Atlantique/Bretagne : Nantes EC ;
- Franche-Comté et Bourgogne : FC Sochaux ;
- Normandie : SPN Vernon ;
- Guyenne et Poitou : Bordeaux EC.

Il semblerait donc que les ligues d'Anjou et de Provence n'ont pas été en mesure de réunir quatre clubs lors du premier tour régional.

### Tournoi national
Huit clubs de province et huit de Paris ont été retenus pour les quatre poules finales du Championnat :
- les vainqueurs des 7 tournois inter régionaux ;
- le huitième qualifié régional est issu de la ligue ayant réuni le plus grand nombre de participants à son championnat régional : le SR Colmar (Alsace).
- la Ligue de Paris délègue ses huit meilleures équipes : ASP Police, PUC, Racing CF, Villemomble Sports, ES Gargan-Livry, US Métro, CS Cheminots de Paris, USM Gagny.

Selon L'Équipe, la victoire ne devrait pas échapper à l'ASP Police Modèle:Incisie et une seule formation leur parait être de taille à mettre en doute cette suprématie : le Villemomble Sports qui opposera à la cohorte des internationaux de l'ASPP la fougue de ses jeunes éléments de talent encadrés par les valeurs confirmées que sont Marcel Gaudion et Maurice Chastanier.
Les éliminatoires ont été disputés le 28 février 1953 à de 14h à 23h au Gymnase Japy et de 14h à 17h au Stade Pierre-de-Coubertin. Les résultats sont :
Poule 1
- ASP Police b. Racing CF 7-1
- Paris UC et Racing CF 5-5
- ASP Police b. Paris UC 7-4
- Racing CF et USM Gagny 4-4
- Paris UC b. USM Gagny 7-6
- ASP Police b. USM Gagny 7-5.

Le classement final est :
1. ASP Police 9 pts
2. Paris UC 6 pts
3. Racing Club de France 5 pts
4. USM Gagny 4 pts.

Poule 2
- ES Gargan-Livry b. C. Billy-Montigny 8-3
- US Métro b. SPN Vernon 5-4
- ES Gargan-Livry et US Métro 3-3
- SPN Vernon b. C. Billy-Montigny 7-6
- ES Gargan-Livry b. SPN Vernon 9-3
- US Métro b. C. Billy-Montigny 6-4.

Le classement final est :
1. ES Gargan-Livry 8 pts, ratio 2,27
2. US Métro 8 pts, ratio 1,27
3. SPN Vernon 5 pts
4. Carabiniers de Billy-Montigny 3 pts.

Poule 3
- FC Sochaux b. Cheminots de Paris 8-4
- Colmar b. HBC Caladois 11-6
- Cheminots de Paris b. Colmar 5-2
- FC Sochaux b. HBC Caladois 11-2
- FC Sochaux b. Colmar 6-4
- Cheminots de Paris b. HBC Caladois 9-6.

Le classement final est :
1. FC Sochaux 9 pts
2. CS Cheminots de Paris 7 pts
3. SR Colmar 5 pts
4. HBC Caladois 3 pts.

Poule 4
- Villemomble b. Nantes EC 9-1
- Strasbourg b. Bordeaux EC 8-4
- Nantes EC et Bordeaux EC 5-5
- Villemomble b. Strasbourg 7-3
- Nantes EC b. Strasbourg 13-4
- Villemomble b. Bordeaux EC 6-2.

Le classement final est :
1. Villemomble Sports 9 pts
2. Nantes EC 6 pts
3. AS Strasbourg 5 pts
4. Bordeaux EC 4 pts.

### Phase finale
Les demi-finales ont été disputées le 1er mars 1953 à 14h30 au Stade Pierre-de-Coubertin. Les résultats sont : 
- Villemomble Sports b. ES Gargan-Livry 14-5 (6-1)
- ASP Police b. FC Sochaux 10-7 (4-6)

La finale a été disputée le 1er mars 1953 à 17h au Stade Pierre-de-Coubertin. Le résultat est : 
- Villemomble Sports b. ASP Police 9-3 (4-1).

À noter que la finale du Championnat de France féminin à 7 a été disputée entre les demi-finales et la finale.